# Cinema Nuovo
Cinema Nuovo fu una rivista cinematografica italiana fondata da Guido Aristarco nel 1952. Nata come quindicinale, divenne presto bimestrale e infine quadrimestrale, sempre diretta dal fondatore.

## Storia
Di area dichiaratamente marxista, concentrò il dibattito critico attorno alla questione del "realismo", che si identifica nella corrente cinematografica del neorealismo italiano: Aristarco e i suoi collaboratori si interrogarono sul modo di superare i limiti del neorealismo attraverso i canoni del "realismo critico" indicati in campo letterario da György Lukács.
Sono indicative le divergenze che sorsero nel 1955 a proposito del film Senso di Luchino Visconti: per Aristarco si trattava di un modello esemplare di realismo cinematografico che metteva in atto il passaggio "dalla cronaca alla storia", cioè dal neorealismo al realismo, mentre Cesare Zavattini e Luigi Chiarini, pur lodando le qualità artistiche del film di Visconti, ne negavano la valenza realistica.
Cinema Nuovo ospitò gli interventi di numerosi esponenti culturali di primo piano degli anni Cinquanta: tra i collaboratori occasionali vi sono Arnheim, Bazin, Sadoul, Adorno, Kracauer, Doniol-Valcroze, Pasternak e Sartre, e tra gli italiani Luigi Chiarini, Carlo Bo, Alberto Moravia, Italo Calvino, Vittorio Gelmetti, Salvatore Quasimodo, Franco Fortini, Paolo Gobetti.
Nel 1953 la rivista pubblicò un soggetto cinematografico di Renzo Renzi, intitolato L'armata s'agapò, incentrato sulle vicende di alcuni soldati durante l'occupazione italiana in Grecia (1940-41). Lo sceneggiatore e il direttore della rivista, entrambi giornalisti, vennero denunciati per vilipendio delle forze armate: arrestati e rinchiusi nel carcere militare di Peschiera del Garda, vennero scarcerati dopo un mese, al termine del processo di primo grado in cui il Tribunale militare di Milano che li condannò rispettivamente a sette e sei mesi. Condanne confermate in appello e in Cassazione.